# Desná (March)
Die Desná (deutsch Tess, auch Teß) ist ein linker Nebenfluss der March in Tschechien.
Sie entsteht im Altvatergebirge als Divoká Desná (Stille Teß) (50° 3′ 54″ N, 17° 11′ 52″ O) aus fünf Quellbächen, die sich aus den Tälern zwischen dem Divoký kámen (1285 m), Velký Máj (Großer Maiberg, 1384 m), Kamzičník (Heiligenhübel, 1420 m), Vysoká hole (Hohe Heide, 1464 m) und den Petrovy Kameny (Peterssteine, 1438 m) in 946 m vereinigen. Westlich des Praděd befindet sich im Tal der Desná der Stausee des Pumpspeicherwerkes Dlouhé Stráně, dessen oberes Becken auf dem gleichnamigen Gipfel Dlouhé Stráně am Mravenečník (Ameisenhübel) angelegt wurde.
Bis Kouty nad Desnou, wo die Passstraße zum Červenohorské sedlo (Roterbergsattel) das Tal nach Norden verlässt, führt der Flusslauf nach Nordwesten. In Kouty mündet von rechts die am Westhang der Červená hora (Roterberg) entspringende Hučivá Desná (Rauschende Teß). Ab dieser Einmündung führt der Fluss den Namen Desná und ändert seinen Lauf nach Südwesten.
Entlang der Desná liegen die Orte Loučná nad Desnou (Wiesenberg), Maršíkov (Marschendorf), Terezín (Theresienthal), Rapotín (Reitendorf), Vikýřovice (Weikersdorf), Šumperk (Mährisch Schönberg), Dolní Studénky (Schönbrunn), Bludov (Blauda), Sudkov (Zautke) und Kolšov (Kolleschau). Bei Postřelmov (Großheilendorf) mündet die Desná in 282 m Höhe in die March.

## Bedeutende Zuflüsse
- Merta (l), Petrov nad Desnou
- Losinka (r), Rapotín